# Districte de Mymensingh
El districte de Maimansingh o districte de Mymensingh (bengalí ময়মনসিংহ) és una divisió administrativa de Bangladesh a la divisió de Dacca (Dhaka), amb capital a Mymensingh. El districte té una superfície de 4.363 km² i una població de 4.439.017 habitants (cens del 2001). Hi ha ruïnes a Garh Jaripa prop de Sherpur, de fa més de 600 anys, suposadament una posició per controlar atacs de les tribus.

## Administració
Està format per vuit municipalitats (Bhaluka, Gaffargaon, Gauripur, Ishwarganj, Mymensingh Sadar, Nandail, Muktagachha i Trishal) i dotze upaziles: 
| Número | Nom de la upazila o subdistricte | Àrea en km² | Població |
| 1      | Bhaluka                          | 444.05      | 264991   |
| 2      | Trishal                          | 338.98      | 336797   |
| 3      | Haluaghat                        | 356.07      | 242339   |
| 4      | Muktagachha                      | 314.71      | 321759   |
| 5      | Dhobaura                         | 251.05      | 157027   |
| 6      | Fulbaria                         | 402         | 345283   |
| 7      | Gaffargaon                       | 401.16      | 379803   |
| 8      | Gauripur                         | 374.07      | 247945   |
| 9      | Ishwarganj                       | 286.19      | 306977   |
| 10     | Mymensingh Sadar                 | 388.45      | 566368   |
| 11     | Nandail                          | 326.13      | 328847   |
| 12     | Phulpur                          | 580.21      | 459046   |

## Cronologia breu
- 1772-1790 Revolta de Fakir i Sannyasi
- 1787 Inundacions. Creació del districte
- 1788 Fam
- 1885 terratrèmol
- 1897 Terratrèmol
- 1905 Moviment Swadeshi

## Història
Inicialment hauria estat part del regne de Vanga situat a l'est del delta del Ganges. L'assimilació pels aris va portar força temps. Megastenes que va visitar la zona el 302 aC situa el territori del gran Mymensingh com a part del regne de Pragjyotisha, després anomenat Kamarupa; el seu rei Bhagadatta fou un dels grans caps que va lluitar en la batalla de Kurukshetra; el Mahabharata l'esmenta com a rei dels kairates i diu que el seu regne arribava fins a la mar tenint capital a Gawhati (Assam) si bé el palau que va erigir és identificat com un situat a la jungla de Madhupur al lloc anomenat Bara Tirtha (Dotze capelles), on encara es fa una fira cada any a l'abril; el regne fou regit per una sèrie de sobirans d'extracció mongoloide i era encara pròsper quan el va visitar Hiuen Tsiang (moderna transcripció Xuanzang) al segle VII (vers 639-645) quan el límit sud sembla que corresponia amb Dhaleswari al districte de Dacca, mentre a l'est arribava fins al riu Karatoya. No obstant al segle IV la regió va caure en poder de Samudragupta de la dinastia gupta i després de Pundravardhana i Harsavardhana, sent recuperat per Kamarupa al segle viii. Sishu Pal, Harishchandra Pal i Jasho Pal, van governar la part sud mentre Bhag Dutta (rei de Kamarupa) va dominar la regió de Madhupur.
Al segle xii Ballal Sena dominava part de la regió i va dividir el regne en cinc parts: Rarh, Bagri, Barendra, Mithila i Vanga. Barendra era la regió del Mahananda, Padma i Karotoya, i Vanga la regió entre el Karatoya i el Brahmaputra, més enllà del qual el domini corresponia a Kamarupa si bé les opcions són discutides.
Els musulmans van entrar a Bengala el 1199 sota Muhammad-i-Bakhtyar Khilji (governador 1202-1205) que el 1202 va conquerir Nabadwip als sena, però la part oriental no fou sotmesa fins més tard. Kamarupa es va fraccionar al segle xiii en diversos regnes; el 1258 el general Ikhtar al-Din Uzbeg Toghril Khan (o Tugral Khan) va atacar Kamarupa i en va capturar una part; el rei de Kamarupa va fugir però després va tornar per presentar combat, però Toghril Khan en general va aconseguir conservar la part conquerida de Kamarupa, i especialment la regió de Mymensigh. Quan Toghril Khan (ara governador amb el títol de Mughis al-Din Toghril 1277-1282) va refusar la sobirania del sultà de Delhi el 1279, el sultà Ghiyath al-Din Balban Ulugh Khan (1266-1288) va iniciar una campanya militar (1282) que va fer fugir a Toghril; Balban el va perseguir fins a Sonargaon on fou ben rebut pel sobirà local Dunaj Roy. Balban va nomenar al seu segon fill Nasir al-Din Bughra com a rei de Bengala (1282-1291) i va retornar a Delhi. Es va fundar la ciutat de Nasirabad que va agafar el nom del príncep i després fou coneguda com a Mymensingh.
Djalal al-Din Firuz Shah Khalji (1290-1296) va dividir Bengala en tres parts, amb Sonargaon com a capital de la part oriental. Fakhr al-Din Mubarrak Shah (1336-1349), poc després d'arribar pujar al poder com a governador a Sonargaon, es va proclamar sultà amb el nom de Sikandar Shah i es va fer independent (1338). Durant el segle xiv la regió de Bathi (la part occidental de Mymensingh) fou dominada per un sannyasi (eremita) de nom Jitari. El 1351 tota la província de Bengala va quedar unida sota Shams al-Din Ilyas Shah que ja governava a la part occidental de 1345 al 1352; en endavant Sonargaon va tornar a ser la seu de governadors regionals i fou teatre d'algunes revoltes; Ghiyath al-Din Azam va dominar Bengala oriental del 1369 al 1390 quan va adquirir també l'occidental; el 1415 la dinastia Ganesh es va imposar i va governar fins al 1436. Vers 1437 (1445 segons altres fonts) el ilyàsida Nasir al-Din Mahmud I (1437-1459) va recuperar el poder i la seva nissaga va dominar fins al 1486, formant el territori de Mymensingh la província de Muazzamabad, que s'estenia probablement de Laur (a Sylhet) al peu de les muntanyes Garo. Del 1486 al 1494 van governar sobirans habshis i després va pujar la dinastia husaynita. Els sultans bengalís que van governar a Sonargaon fins al 1494 no és clar si dominaven tot o només part (o res) de la regió de Mymensingh.
El general Majlis Khan Humayun al servei de Delhi va iniciar la conquesta de Bengala atacant Sherpur el 1491. Després va derrotar el rei koch Dalip samanta. Vers 1498 hauria dominat la zona de Mymensingh al servei del primer husaynita Ala al-Din Husayn Shah (1494-1518). La tradició local atribueix la submissió de Mymensingh oriental a aquest Ala al-Din Husayn Shah i al seu fill Nasir al-Din Nusrat Shah (1518-1533); el primer va establir una fortalesa a Ekdala no lluny de l'extrem sud i va combatre els ahoms; la pargana d'Husainshahi portaria el nom en honor seu. Husayn va conquerir la part oriental del Brahmaputra fins a Tripura i va nomenar a Khoaj Khan per governar el territori amb capital a Muajjamabad (Muzzamabad) lloc que ja no existeix i de situació incerta. Hysayn va conquerir també Kamrup i va nomenar rei al seu fill Nasrat Shah però quan els monsons van inundar el país els derrotats reis i caps locals es van reagrupar i van recuperar el territori, havent de fugir Nasrat que va creuar les muntanyes Garo i es va establir a Muajjamabad, rebatejant tota la regió, pel seu propi nom, com Nasratshahi (bengali: নছরতসাহী) que incloïa les parganes de Susang i 21 més. Això va passar durant el regnat d'Ibrahim Lodi a Delhi (1517-1526). Sota Hysayn Shah el religiós Chaitanya Mahaprabhu va difondre al país la tendència vaixnavita reformista, tasca continuada pel seu deixeble Madhabacharya.
El 1538 Humayun, l'emperador mogol, va conquerir Bengala però es va haver de retirar davant l'afganès Sher Shah Suri que el 1540 el va acabar derrotant. Durant el regnat de Sher Shah Suri es van crear les funcions d'amin (supervisor), sikdar (cap de policia) i munsif (judge) i va sorgir el feudalisme amb l'embrió dels que després foren els bhiuyes (caps), inciialment terratinents.
Després del 1556 els mogols tonaven a estar al poder a Delhi; Akbar va empènyer als afganesos cap a Orissa i el 1580 va enviar al general Todar Mal a Bihar; Todar va establir un nou sistema de govern amb mansabdars (governadors militars supervisors de l'administració) i administratiu, dins del qual Bengala va quedar dividida en 19 sarkars i subdividida en 32 mahals. El Nasratshahi fou reconstituïda com a sarkar de Bazuha o Bajuha, dividit en 32 mahals (Alepshahi, Mominshahi, Husseinshahi, Baroraju, Merauna, Kharana, Herana, Serali, Besriabaju, Bhawalbaju, Pukhuriabaju, Daskahaniabaju, Selim-Pratapbaju, Sultanpratapbaju, Chandpratapbaju, Sonaghutibaju, Sonabaju, Selebras, Sayer Jalkar, Saojielbaju, Jafarogielbaju, Koturalbaju, Katabaju, Singhdhamoin, Mirhussein, Nasratshahi, Singhnasrat Jial, Mobarak O Jial, Hariyal Baju, Yuchhisahi, Pratapbaju i Dhakabaju); el sarkar anava de Buriganga als Garo Hills incloent a l'est parts del gran Sylhet i a l'est parts de Pabna, Rajshahi i Bogra.
Mentre (després de 1555) Bengala havia quedat governada per diversos bhuiyes independents un de l'altra i de poders exteriors, coneguts com els estats dels bhuiyes per estar governats cadascun per un bhuiya (cap); cinc d'aquestos estats van quedar establerts a la part oriental de Bengala: Chand Roy i Kedar Roy a Bikrampur; Lakshman Manik a Bhulua; Kandarpa Narayan Roy a Chandradwip; Fazalghazi a Bhawal; i Isa Khan a Khijirpur; van governar sobre Dhaka, Noakhali, Bakharganj, Faridpur i Mymensingh. El més conegut fou Isa Khan fundador de l'estat dels diwan sahibs d'Haibatnagar i Jangalbari, amb capital a Sonargaon, que haurien governat un regne relativament gran que inclouia bon part de Mymensingh; Isa Khan va acceptar la sobirania nominal d'Akbar rebent el govern dels sarjars de Basuha i de Sonargaon, va construir fortaleses a Tribeg, Hajiganj i Kalgachiya (a més de restaurar les d'Egarosindhu i Ekdalai); vers 1584 va deixar de pagar el tribut a Delhi i es van enviar tropes (1585) dirigides per Shabaz Khan que el van derrotar i el van fer fugir; Shabaz Khan confiat, va celebrar festes quan fou sorprès per Isa Khan que va recuperar els seus dominis traslladant la seva capital de Khijirpur a Sonargaon; llavors Akbar va enviar a la zona a Man Singh; aquest fou derrotat a Ekdala i va fugir a Egarosindhur on es va lliurar una decisiva batalla a la riba oest del Brahmaputra; al tercer dia de batalla l'espasa de Man Singh es va trencar i quan Isa Khan va veure al seu enemic desarmat va ordenar aturar el combat; aquest noble gest va tocar la sensibilitat de Man Singh que va signar un tractat amb Isa Khan que va ser confirmat per la cort mogol (on Isa Khan fou honorat amb el títol de Masnadali) pel qual va rebre el govern de 22 parganes. Isa Khan va morir el 1598; Ralph Fitch que va visitar Sonargaon el 1586 diu que era el sobirà de tots els altres reietons; l'únic altra sobirà al sarkar de Bazuha en aquest temps era Raghunath Singh de Mulke Susang. Al segle xvii van emigrar a la zona castes superiors hindús i nombrosos musulmans que van predicar i aconseguir moltes conversions. Els kochs i hajons, els primitius habitants, foren sotmesos aviat. Un bhiuya destacat, fora del sarkar de Bazuha, fou el sobirà de Bhawal a Dacca i Ran Bhawal a Mymensingh, d'una família de ghazis fundada per Palwan Shah, un aventurer militar del començament del segle xiv. Van acceptar la sobirania d'Isa Khan, però a la mort d'aquest es van independitzar i musulmans fidels van governar 11 de les 22 parganes que havien estat sota domini d'Isa Khan; entre aquestos caps musulmans cal destacar a Pir Sahensa a Atia, Pir Sahajman a Kagmari, i Islam Khan a Bhawal.
El 1608, sota Jahangir, la capital de Bengala fou traslladada a Dhaka al límit amb el sarkar de Bazuha; el 1610 Dacca va patir atacs arakanesos i portuguesos durant el segle fins que la capital fou traslladada a Murshidabad el 1703. En aquest temps els zamindaris o terratinents estaven obligats al pagaments dels impostos i quan no ho feien podien ser torturats o rebien altres greus càstigs: Indranarayan Chowdhury, zamindar de Kagamri, que no va pagar la renda, fou torturat per orde de Murshid Kuli Khan i es va haver de fer musulmà agafant el nom de Inayetulya Chowdhury; el 1725, Surya Narayan Chowdhury, zamindar de Daskahania (Sherpur) fou torturat fins al punt que va renunciar a les seves terres; dos fills de Rana Singha, governant difunt de Susang, de noms Kishore Singha i Raj Singha, foren sentenciats a deu fuetades.
El territori va passar als britànics amb la resta de Bengala, Bihar i Orissa el 1765 i Mymensingh va formar un niabat o subprovincia (governat per un naib, ajudant d'un nazim) fins al 1787 incloent la regió de Mymensingh i Dacca, el nord-oest de les muntanyes Garo, la posterior subdivisió de Bramandaria al districte de Comilla, i els zamindaris d'Atia, Kagmari, Pukuria i Patilandaha o Rahahahi, però no la part nord de Tangail i el nord-oest de Jamalpur. L'1 de maig de 1879 fou erigit en districte sota un col·lector amb autoritat sobre Bhulua, que incloïa els districtes de Tippera i Noakhali, unió que només va durar fins al 1790 quan Bhulua fou separada, i el 1791 la residència del col·lector, que fins aleshores fou oficialment a Bengubari, però a causa d'unes inundacions de fet a Dacca, fou traslladada a Nasirabad anomenada generalment Mymensingh; el 1799 la taluka d'Amirabad fou transferida a Tippera (després Comilla); el 1809 Patiladaha, al nord-est del Brahmaputra va ser traspassada des del districte de Rangpur. El 1811 els rius Banari Brahmaputra foren declarats límit entre els districtes de Dhaka i Mymensingh i el Brahmaputra i Meghna límit entre Tippera (després Comilla) i Mymensingh i Dhaka. El 1811 la part occidentals de les muntanyes Garo foren transferides al districte de Rangpur. El 1812 Patiladaha fou retornada a Rangpur. El 1830 les parganes de Sarail, Daudpur, Haripur, Bejra i Satarakhandal, foren traslladades a Tippera. El 1855, a causa d'un canvi en el curs del riu, part de la thana de Serajganj o Sirajganj fou traspassada de Mymensingh al districte de Pabna i el 1866 tota la thana hi fou traslladada, la thana Dewangajn fou adquirida del districte de Bogra i la thana d'Atia del districte de Dhaka. El 1867, per necessitats administratives, cinc subdivisions (incloent Tangail) i thanes foren notificades i el 1874 tots els límits del districte foren notificats i el riu Jamuna (o Daokoba) fou declarat límit occidental entre Mymensingh i Bogra i 165 pobles van ser traspassats a Bogra. El 1875 el Brahmaputra fou declarat frontera entre Mymensingh i Rangpur i la part de Patiladaha a l'est del riu, fou transferida al districte des de Rangpur. El 1877 el Jamuna fou declarat límit entre Pabna i Mymensingh a l'oest.
Fou part de la divisió de Dhaka a Bengala. Llavors comprenia els moderns districtes de Mymensingh, Kishoreganj, Netrakona, Tangail, Jamalpur i Sherpur amb una superfície de 16400 km² i una població el 1901 de 3.915.068 habitants. Els rius principals eren el Jamuna que formava el límit oriental, el Brahmaputra (un petit tram fins a la seva unió al Meghna a Bhairab) i el Meghna (pocs quilòmetres). La jungla de Madhupur dividia l'estat en dues parts: a l'oest regada pel sistema connectat al Jamuna i a l'est pel Brahmaputra. La població era:
- 1872: 2.351.695
- 1881: 3.055.237
- 1891: 3.472.186
- 1901: 3.915.068

Administrativament estava format per cinc subdivisions:
- Mymensingh
- Netrakona
- Jamalpur
- Tangail
- Kishorganj

Les ciutats principals eren Jamalpur, Tangail, Kishorganj i Nasirabad o Mymensingh (la capital) cap de les quals arribava a cinc mil habitants excepte la darrera que en tenia 14.668. Aquestes cinc ciutats i Sherpur, Bajitpur, Muktagacha i Netrakona eren municipalitats. La població era bengalina i parlava el bengalí, dialecte oriental; la majoria eren musulmans (2.800.000) amb forta presència hindú (1.088.000); els animistes eren uns 30.000. La casta hindú principal era la dels kaibarttes; l'ètnia nativa més nombrosa els garos.
La subdivisió de Mymensingh tenia 4.789 km² i una població el 1901 de 977.476 habitants; la capital era Nasirabad i la segona ciutat Muktagacha i hi havia 2.367 pobles.
Modernament es van fer diverses segregacions, la primera el desembre de 1969 quan es va crear el districte de Tangail., i dins el Bangladesh independent va quedar reorganitzat en sis districtes: el ja esmentat de Tangail, i els de Jamalpur, Kishoreganj, Sherpur, Netrokona i el mateix Mymensingh.